# Obu Toramasa
Obu Toramasa (飯富 虎昌?; 1504 – 11 novembre 1565), conosciuto come "la tigre selvaggia del Kai", è stato un samurai e generale giapponese del periodo Sengoku.
Servì il clan Takeda e fu tutore di Takeda Nobushige, fratello minore di Takeda Shingen. Tradì più tardi Shingen con il suo figlio minore Takeda Yoshinobu e fu costretto a fare seppuku. Era il fratello maggiore di Yamagata Masakage.
Una ricostruzione accurata della sua vita si trova nel romanzo The Samurai's Tale scritto da Erik Christian Haugaard.
È anche conosciuto come uno dei ventiquattro generali di Takeda Shingen.